# Dirk Hartog Island
Dirk Hartog Island er en ø beliggende ved den australske vestkyst.
Øen har 2 indbyggere, er 80 km lang og 15 km bred.
Øen er kendt for at være det andet sted europæere med sikkerhed satte fod på australsk jord, det første var Cape York Peninsula.
Øen blev opdaget og er opkaldt efter den hollandske kaptajn Dirck Hartog.

## Eksterne link
Dirk Hartog Island Arkiveret 25. marts 2016 hos  Wayback Machine

25°50′S 113°5′Ø / 25.833°S 113.083°Ø